# Mikroregion Ourinhos

Mikroregion Ourinhos

Mikroregion Ourinhos – mikroregion w brazylijskim stanie São Paulo należący do mezoregionu Assis.

## Gminy
- Bernardino de Campos 10.776 hab.
- Canitar 4.743 hab.
- Chavantes 12.688 hab.
- Espírito Santo do Turvo 4.428 hab.
- Fartura 14.969 hab.
- Ipaussu 13.608 hab.
- Manduri 9.123 hab.
- Óleo 2.699 hab.
- Ourinhos 104.542 hab.
- Piraju 29.398 hab.
- Ribeirão do Sul 4.663 hab.
- Salto Grande 8.968 hab.
- Santa Cruz do Rio Pardo 43.483 hab.
- São Pedro do Turvo 7.439 hab.
- Sarutaiá 3.790 hab.
- Taguaí 10.849 hab.
- Tejupá 5.067 hab.
- Timburi 2.548 hab.